# Cheyenne (rzeka)
Cheyenne (ang. Cheyenne River) – rzeka w środkowo-zachodniej części Stanów Zjednoczonych (stany Wyoming i Dakota Południowa) o długości 848 km oraz powierzchni dorzecza 64 700 km².
Rzeka ta wypływa ze wschodnich stoków Gór Skalistych, a uchodzi do jeziora zaporowego Oahe, na rzece Missouri (prawy dopływ). 
Główny dopływ rzeki to Belle Fourche. 
Woda z Cheyenne jest pozyskiwana do nawadniania. W środkowym biegu rzeki znajduje się zapora wodna oraz zbiornik retencyjny Angostura.